# 鹿児島県立鶴翔高等学校
鹿児島県立鶴翔高等学校（かごしまけんりつ かくしょうこうとうがっこう 英語: Kakusho High School）は、鹿児島県阿久根市赤瀬川に所在する公立の高等学校。阿久根・長島地域高校再編実施計画により、阿久根高校・阿久根農業高校・長島高校の3高校をそれぞれ統廃合し、阿久根農業高校の敷地内に新設校として2005年度開校。校名の決定にあたっては、応募総数903通493種類の中から、阿久根・長島地域の人が選考した。

## 設置学科
- 総合学科
  - アカデミア系列
  - スポーツ健康科学系列
  - 情報ビジネス系列
  - 環境緑地系列
- 農業科学科
  - 農業コース
  - 園芸工学コース
- 食品技術科
  - 食品加工コース
  - 発酵食品化学コース

## 概要
スクールコンセプト
- 自分探しと挑戦！

スクールモットー（他校における校訓に当たる）
- 挑戦、感動そして 愛

スクールカラー
- 群青

## 沿革
- 2005年（平成17年）4月1日 - 鹿児島県立阿久根高等学校、鹿児島県立阿久根農業高等学校、鹿児島県立長島高等学校を統廃合し鹿児島県立鶴翔高等学校として開校。

## 3年A組シリーズ
- 統廃合でなくなった阿久根農業高校では、生徒が実習として作った食品を「3年A組シリーズ」として販売していたが、同校がそのまま引き継いでいる。3年A組のAはAkune（阿久根）とAgriculture（農業）からとられている。JR九州の車内販売などで売られている。
- 2006年2月14日には、南九州ファミリーマートとタイアップし、『阿久根農業高校3年A組の豚みそ』を使用したおむすびを発売した。

## 主な卒業生
- 飛松五男-元兵庫県警刑事
- 中村勝宏-フランス料理人
- 田中勇一-元国土交通官僚

- 楫野　剛-敏いとうとハッピー&ブルー
- かなぶんや - ローカルタレント、ラジオパーソナリティ